# Apostolepis adhara
Apostolepis adhara — вид змій родини полозових (Colubridae). Ендемік Бразилії. Описаний у 2018 році.

## Поширення і екологія
Apostolepis adhara відомі за двома зразками, зібраними в районі ГЕС Сан-Салвадор на річці Токантінс в муніципалітеті Сан-Салвадор-ду-Токантінс в штаті Токантінс. Вони живуть в саванах серрадо.